# ناحیه فروت لند، میشیگان
ناحیه فروت لند (به انگلیسی: Fruitland Township) یک منطقهٔ مسکونی در ایالات متحده آمریکا است که در شهرستان موسکگون، میشیگان واقع شده‌است.
 ناحیه فروت لند ۱۰۲٫۸ کیلومتر مربع مساحت و ۵٬۵۴۳ نفر جمعیت دارد و ۱۹۲ متر بالاتر از سطح دریا واقع شده‌است.